# Атанасије Александријски
Свети Атанасије је рођен у Александрији 296. год. и од самог детињства имао наклоност ка духовном звању. Био ђакон код архиепископа Александра, и пратио овога у Никеју на I Васељенском Сабору. На овом сабору Атанасије се прослави својом ученошћу, благочешћем, и ревношћу за Православље. Он је врло много допринео, да се аријанство сузбије, a православље утврди. Он је писао Символ вере, који је био на Сабору усвојен. По смрти Александровој Атанасије би изабран за архиепископа Александријског. У звању архиепископском остане преко 40 година. премда не све то време на престолу архиепископском. Без мало кроз цео живот свој био је гоњен од јеретика. Од царева највише су га гонили: Констанције, Јулијан и Валенс; од епископа Јевсевије Никомидијски, са још многим другим; a од јеретика Арије и његови следбеници. Био је принуђен да се крије од гонитеља чак и у бунару, у гробу, по приватним кућама, пустињама. У два маха морао је бежати у Рим. Тек пред смрт проживео је неко време мирно као пастир добри усред доброг стада свога, које га је истински љубило. Мало је светитеља који су били тако безобзирно клеветани и тако злочиначки гоњени као Св. Атанасије. Но његова велика душа све је трпељиво поднела ради љубави Христове и најзад изашла победоносна из целе те страшне и дуготрајне борбе. За савет, утеху и моралну потпору често је одлазио Светом Антонију, кога је он поштовао као свог духовног оца. Умро је 373. године.

## Биографија
Атанасије је рођен у хришћанској породици у граду Александрији или можда у оближњем граду Даманхур у делти Нила, негде између 293. и 298. године. Ранији датум се понекад додељује због зрелости откривене у његовим двема најранијим расправама Contra Gentes (Против незнабожаца) и De Incarnatione (О инкарнацији), који су, додуше, написани око 318. године пре него што је аријанизам почео да се осећа, јер ти списи не показују свест о аријанизму.
Међутим, Корнелијус Клифорд његово рођење поставља не раније од 296, и најкасније до 298. године, на основу чињенице да Атанасије не указује да се из прве руке сећа Максимијанског прогона 303. године, за који претпоставља да би га се Атанасије сећао да је имао десет година у време. Друго, у празничним посланицама се наводи да су Аријанци, између осталих оптужби, оптужили Атанасија да још није навршио канонско доба (30) и да стога није могао да буде прописно заређен за патријарха александријског 328. године. Примедба се морала чинити прихватљивом. Православна црква ставља његову годину рођења на око 297.

### Образовање
Његови родитељи су били довољно богати да му дају добро секуларно образовање. Ипак, очигледно није био члан египатске аристократије. Неки западни учењаци сматрају да је његово владање грчким, у којем је написао већину (ако не и сва) својих преживелих дела, доказ да је можда био Грк рођен у Александрији. Историјски докази, међутим, указују на то да је течно говорио коптским језиком, с обзиром на регионе Египта у којима је проповедао. Неке сачуване копије његових списа налазе се у ствари на коптском језику, мада се научници разликују по питању тога да ли их је он сам написао на коптском (што би га учинило првим патријархом који је то учинио) или су то били преводи списа изворно на грчком.
Руфинус преноси причу да је епископ Александар стајао крај прозора, и посматрао дечаке који су се играли на морској обали испод, опонашајући ритуал хришћанског крштења. Он је послао да му доведу децу и открио да је један од дечака (Атанасије) глумио епископа. Након што је испитао Атанасија, епископ Александар га је информисао да су крштења истинска, јер су облик и материја свете тајне обављају изговарањем тачних речи и давањем воде, те да он не сме да настави то да чини јер они крштени нису били правилно катихизовани. Позвао је Атанасија и његове саиграче да се припреме за свештеничку каријеру.
Александрија је за време Атанасијевог детињства била најважнији трговачки центар у целом царству. Интелектуално, морално и политички, она је оличавала етнички разнолик грчко-римски свет, чак и више од Рима или Цариграда, Антиохије или Марсеља. Његова чувена катехетска школа, иако није изгубила ништа од своје чувене страсти према правоверју од времена Пантаена, Клемента Александријског, Оригена Александријског, Дионисија и Теогностуса, почела је да поприма готово секуларни карактер у свеобухватности својих интереса, те је убројала утицајне пагане међу своје озбиљне ревизоре.
Петар Александријски, 17. надбискуп Александрије, убијен је 311. године у последњим данима прогона и можда је био један од тих учитеља. Његов наследник као епископ у Александрији био је Александар Александријски (312–328). Према Созомену; „епископ Александар је позвао Атанасија да му буде комензал и секретар. Он је био добро образован, те упућен у граматику и реторику, и већ је у младости, и пре него што је стигао до епископије, пружао доказе онима који су живели с њим и својој мудрости и оштроумности”.

## Одабрана дела
- Athanasius. Contra Gentes – De Incarnatione. Oxford: Clarendon Press. 1971. (translated by Thompson, Robert W.), text and ET .
- On the Incarnation at theologynetwork.org
- Letters to Serapion (on the Holy Spirit) at archive.org